# Stroh Brewery Company

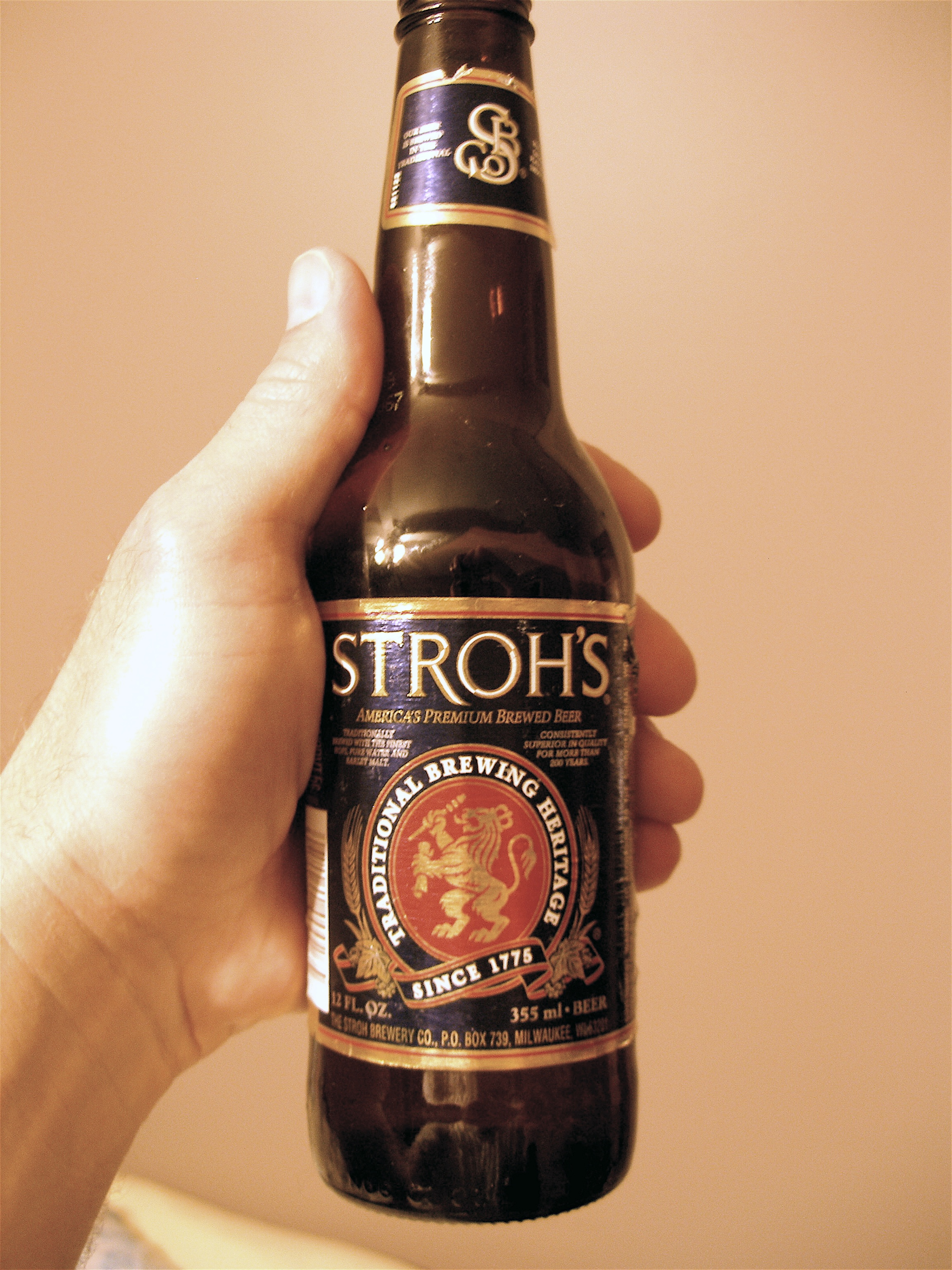
Stroh-Bier

Die Stroh Brewery Company ist eine ehemalige US-amerikanische Brauerei in Detroit.

## Geschichte

### Gründung
Die Anfänge der Brauerei lagen in der von der Stroh-Familie betriebenen Gaststätte in Kirn. 1849, aufgrund der gespannten politischen Lage während der deutschen Revolution, entschloss sich Bernhard Stroh, in die USA zu emigrieren. Von seinem Vater hatte er das Brauhandwerk gelernt.
Im Alter von 28 Jahren eröffnete er 1850 eine kleine Brauerei an der Catherine Street in Detroit. Dort begann er die Produktion von Pilsener, welches erst wenige Jahre zuvor an Popularität gewonnen hatte. Als Namen wählte er Lion’s Head Brewery (auch Lion’s Crest Brewery oder The Lion Brewing Company genannt) und als Wappentier einen Löwen von der Kyrburg bei Kirn. Der Löwe, das Wappentier der Wild- und Rheingrafen, ist noch heute Bestandteil des Firmenlogos. 1865 kaufte er Land und erweiterte die Brauerei. Zunächst ging Stroh mit einem Karren von Tür zu Tür, um sein Bier zu verkaufen. Die Besonderheit des Stroh-Biers war, dass es in einem Kupferkessel gebraut wurde, was das Bier leichter machte, aber nicht seinen Geschmack beeinflusste.
Nach dem Tod seines Vaters übernahm Bernhard Stroh Jr. den Betrieb. Er änderte den Namen in Bernhard Stroh Brewing Company und begann, das Bier auch außerhalb von Detroit zu vertreiben. Durch technologische Neuheiten wie Pasteurisierung und Kühlwagen konnte Stroh-Bier bis nach Florida und Massachusetts distribuiert werden. Auf der World’s Columbian Exposition 1893 in Chicago wurde Stroh-Pilsener mit einer Qualitätsauszeichnung geehrt.

### Jahrhundertwende und Prohibition
1902 wurde der Name Stroh Brewery Company (auch The Stroh Brewery Company) gewählt. 1908 übernahm Bernhard Strohs Bruder, Julius Stroh, die Leitung des Betriebs. Dieser entschloss sich, nach einer Besichtigung mehrerer europäischer Brauereien, eine direkte Flamme anstelle von Dampf als Hitzequelle für den Brauprozess einzuführen (eng. „fire-brewing“). Dieser Prozess wurde in späteren Marketingkampagnen als besonderes Qualitätsmerkmal beworben.
Während der amerikanischen Prohibition wurde der Name zu The Stroh Products Company geändert. Anstelle von Bier wurden Malzbier, Birch Beer, Limonaden, Eis und Speiseeis hergestellt. Nach Ende der Prohibition wurden diese Produktlinien bis auf Speiseeis (Stroh’s Ice Cream) wieder eingestellt und der Braubetrieb wieder aufgenommen. Julius Stroh starb im Jahr 1939. Sein Nachfolger wurde sein Sohn, Gari Stroh. Er blieb Leiter des Betriebs bis 1950, als sein Bruder John die Leitung übernahm.

### Nationale Expansion während der 1960er Jahre
Die Stroh-Brauerei begann in den 1960er Jahren, zu expandieren. Die erste Akquisition war die Goebel Brewing Company, die direkt gegenüber der Stroh-Brauerei lag. Mit Grund für die Entscheidung zur landesweiten Expansion war ein bundesstaatweiter Streik im Jahr 1958, der den Markteintritt nationaler Wettbewerber in Michigan förderte und die Stellung lokaler Brauereien stark schwächte. Insbesondere Anheuser-Busch und Miller Brewing Company befeuerten den Wettbewerb noch zusätzlich durch groß angelegte Werbekampagnen im Kampf um die Spitze des amerikanischen Biermarkts.
1968 wurde Garis Sohn Peter nach seinem Abschluss von Princeton University neuer Präsident. Noch immer spürte das Unternehmen den Verlust großer Marktanteile aufgrund des Streiks. Stroh entschied sich, mit alten Traditionen zu brechen, um den landesweiten Markteintritt zu schaffen. Beispielsweise wurde die 40-jährige Zusammenarbeit mit einer lokalen Marketingagentur beendet und eine neue unter der Leitung von Murray Page engagiert. Auch die Tradition des reinen Familienbetriebs wurde aufgeweicht: Erstmals wurden Außenseiter, unter anderem von PepsiCo, als Manager eingestellt. Stroh führte darüber hinaus ein Light Bier (Stroh’s Light) ein.

### Akquisition von Schlitz
Die Bemühungen zahlten sich in den kommenden Jahren aus: 1973 war Stroh bereits die achtgrößte Brauerei in den USA. 1978 wurde Stroh-Bier bereits in 17 Bundesstaaten bei einem Gesamtausstoß von 6,4 Millionen Barrel pro Jahr angeboten. Da die 66 Jahre alte Brauerei in Detroit nur eine Maximalkapazität von sieben Millionen Barrel hatte, wurde 1980 die F. & M. Schaefer Brewing Company, welche den Konkurrenzkampf gegen die Miller Brewing Company nicht bestand, aufgekauft.
Durch diese Akquisition wurden die Produkte Schaefer, Piels und Schaefer’s Cream Ale der Stroh-Brauerei einverleibt. Stroh verfügte nun über eine Kapazität von ungefähr 40 Millionen Barrel pro Jahr und hatte ein Distributionsnetz in 28 Bundesstaaten.
1982 übernahm Stroh die Joseph Schlitz Brewing Company und wurde dadurch die drittgrößte Brauerei in den USA. Zwar wehrte sich Schlitz zunächst gegen die Übernahme, akzeptierte schließlich jedoch das Angebot von 17 $ pro Aktie. Das Department of Justice erlaubte die Akquisition unter der Bedingung, dass Stroh einen Teil der Schlitz-Produktionsstätten verkaufe. 1985 wurde die alte Stroh-Brauerei abgerissen.

### Misserfolg durch Schuldenlast
In den Folgejahren zeigte sich, dass sich Stroh mit Schlitz übernommen hatte. Die hohe Schuldenlast und zurückgehende Umsätze machten es dem Unternehmen schwer, konkurrenzfähig zu bleiben. Auch die Einführung neuer Produkte wie beispielsweise einem alkoholischen Fruchtsaftgetränk brachte nicht den gewünschten Erfolg. Ein weiteres Problem waren die vergleichsweise langen Entwicklungszeiten für neue Produkte. Nach Stroh-Light dauerte es erneut vier Jahre, bis ein eigens entwickeltes neues Produkt auf den Markt gebracht wurde: Stroh Signature, ein Premium-Bier.
Um Kosten zu sparen, wurden Mitarbeiter entlassen und das Grundstück der alten Brauerei verkauft. Dieses wurde in den Brewery Park umgewandelt, einem Bürokomplex. Peter Stroh versuchte 1989, das Unternehmen an die Coors Brewing Company zu verkaufen. Dieses Geschäft kam jedoch nicht zustande. Auch eine geplante Akquisition der G. Heileman Brewing Company, der fünftgrößten amerikanischen Brauerei, verlief erfolglos.
Eines der wenigen Erfolgszeichen war die Auszeichnung der Werbekampagne „Beer Lovers“ 1985. Das Speiseeis-Geschäft wurde 1988 an Dean Foods verkauft. Während der 1990er Jahre kämpfte Stroh ohne Erfolg gegen seinen schwindenden Marktanteil an: Im Jahr 1995 hatte Stroh einen Marktanteil von 12 % und war damit drittgrößte Brauerei hinter Anheuser-Busch und Miller. Innerhalb der nächsten zwei Jahre fiel der Marktanteil jedoch um beinahe die Hälfte.
Die Werbung mit dem Swedish Bikini Team brachte dem Unternehmen zu Beginn der 1990er Jahre eine Klage der eigenen Mitarbeiterinnen ein und war der Auslöser der Debatte über Sexualität und Bier.

### Neuausrichtung in den 1980er Jahren
Um die angehäuften Schulden decken zu können, wurden die firmeneigenen Verpackungswerke und Anteile an der spanischen Cruzcampo-Brauerei an Guinness verkauft. Um den weiteren Negativtrend aufzuhalten, wurde eine dreiteilige strategische Neuausrichtung verfasst. Zu dieser zählten die Entwicklung neuer Produkte, der Einstieg in die Lizenzproduktion und internationale Expansion.
Infolge dieses Turnovers wurden etliche neue Produkte eingeführt, darunter nicht-alkoholische Biere, Ice Beer und Specialty Beer. Letzteres war eine Reaktion auf die steigende Popularität von Mikrobrauereien (auch „Craft Beers“ genannt). Als Lizenzpartner produzierte Stroh Bier für die August Brewery, Boston Beer Company, Fischer Brewing und Pete’s Brewing Company.
Die internationale Expansion begann mit der Gründung der Stroh International Incorporated. Als Einstiegsmärkte wählte man den Nachbarn Kanada und die Wachstumsmärkte Indien, Japan, Mexiko und Russland. Der internationale Absatz stieg von 1992 bis 1995 jährlich um mehr als 50 %. 1994 wurde ein Lizenzvertrag mit Rajasthan Breweries geschlossen, um Stroh-Bier in Indien zu vertreiben. In Japan übernahm Sapporo Breweries die Produktion und Distribution. Bis zum Jahr 1995 trug das internationale Geschäft bereits über 10 % zum Gesamtumsatz Strohs bei.

### Verkauf und Auflösung der Brauerei
1995 wurde William Henry der erste CEO, der kein Mitglied der Stroh-Familie war. Ein Jahr später wurde die G. Heileman Brewing Company für 290 Millionen Dollar gekauft. Damit wuchs das Produktangebot Strohs um über 30 Marken, darunter auch das populäre Colt 45. Zusammen mit Schlitz Malt Liquor hielt Stroh über die Hälfte Marktanteil im Malt-Liquor-Markt. Durch die Akquisition von Heileman steigerte Stroh seine Kapazitäten beträchtlich und verbesserte seine Marktpräsenz an der amerikanischen Westküste.
Obwohl sich Strohs Wettbewerbsstellung gebessert hatte, gab die Firma im Jahr 1999 dem Druck nach und wurde teils von Pabst Brewing Company, teils von Miller Brewing Company aufgekauft. Gründe dafür waren die angehäufte Schuldenlast durch den Kauf von Heileman, das Ende des Lizenzvertrages mit Pabst und der weiterhin aggressive Preiskrieg der Konkurrenz. Zu dieser Zeit hielt Stroh knapp 10 % des amerikanischen Biermarkts. Die Firma wurde infolge der Akquirierung aufgelöst und die Marken in die Portfolios der Käufer aufgenommen.